# Berberis japonica
Berberis japonica är en berberisväxtart som först beskrevs av Carl Peter Thunberg, och fick sitt nu gällande namn av R. Br. in Tuckey. Berberis japonica ingår i släktet berberisar, och familjen berberisväxter. Inga underarter finns listade i Catalogue of Life.